# 사회적 촉진
사회적 촉진(社會的促進, social facilitation)은 혼자가 아닌 다른 사람과 함께 일할 때 개개인의 작업 효과의 개선 또는 감소로 정의된다.
여키스-도슨 법칙은 사회적 촉진에 부합되는 경우 다른 사람들의 단순 존재는 잘 훈련된 작업의 속도와 정확도의 작업 효과를 개선하지만 덜 친숙한 작업의 작업 효과는 떨어트린다고 설명한다. 혼자서 일할 때와 비교하면 다른 사람들과 일할 때 단순하거나 예행 과정이 잘 이루어진 작업에서는 성과가 더 좋은 반면 복잡하거나 새로운 일에서는 악화되는 경향이 있다.

## 같이 보기
- 링겔만 효과